# Bureaucrash
Bureaucrash fue una red internacional de activistas libertarios cuyos objetivos declarados eran "el decrecimiento del alcance de gobierno" y "el crecimiento de la libertad individual", y el cual estaba involucrado con la cultura alternativa.

## Historia
Bureaucrash fue fundado en 2001 por el empresario Al Rosenberg y la Fundación Henry Hazlitt en un intento de usar el Internet para extender lo el grupo llamaba "las ideas de la libertad". El año siguiente, la Henry Hazlitt Fundation cerró y fue absorbida por la Sociedad Internacional para Libertad Individual.Bureaucrash sobrevivió a su organización matriz, y en marzo de 2006, en una entrevista con el entonces "Crasher en jefe" Jason Talley, en el sitio web del Competitive Enterprise Institute, declaró que "en marzo, Bureaucrash y CEI formaron una nueva asociación estratégica para combinar las fortalezas de cada organización para ayudar a difundir las ideas de la libertad".
Inicialmente, Bureaucrash se presentó como "una red de activistas de guerrilla que se oponen a la creciente enfermedad del estado burocrático" y enfatizó que "venimos de todos los orígenes e ideologías, pero compartimos la convicción de que el sobredimensionamiento del Estado es la mayor amenaza para nuestra libertad, creatividad y sentido de elección". Al año siguiente, el sitio web del grupo fue más explícito sobre su inclinación política al afirmar que desarrollaba "recursos web  y campañas a gran escala para el activismo de guerrilla libertario".
Tras la salida de Jason Talley del puesto de "Crasher en jefe", su amigo y compañero activista Pete Eyre se convirtió en el nuevo jefe de la organización  hasta su salida a principios de 2009, para participar en un proyecto nuevo, el Motorhome Diaries: Searching for freedom in America. No coincidentemente, Talley más tarde trabajado con Eyre en el Motorhome Diaries. Eyre Anteriormente había trabajado en el Institute para Humane Studies, la Drug Policy Alliance y como un interno en el Instituto Catón.

## Activismo
Las acciones pasadas de los "crashers" han tomado forma en la organización de contramanifestaciones en eventos progresistas clave y filmarse con pancartas provocativas interactuando con los asistentes. En una manifestación en marzo de 2001, en oposición a un discurso de David Horowitz en la Universidad de California, en Berkeley, "los crashers organizaron una contra-protesta por motivos de libertad de expresión". Las acciones han incluido la manifestación contra la invasión de Irak en 2003, piqueteando la conferencia de la Organización Mundial de la Salud con el mensaje de que el capitalismo salva vidas, arrojando yeso sobre The Yes Men después de que The Yes Men falló en un intento de infiltrarse en el Cato Institute, y demostrando en la película Sicko la protesta contra el cuidado de la salud socializado. Bureaucrash Participó en protestas de Tea Party el 4 de julio y el 7 de julio protestó en contra de la reforma relacionada al sistema de asistencia sanitaria. Bureaucrash figura como copatrocinador de la 9/12 DC protest.

## Percepción
El historiador libertario Brian Doherty describió a Bureaucrash en su libro Radicales para el capitalismo como "un grupo de universitarios libertarios que se burlaban de los izquierdistas en los principales eventos internacionales elevando sus posiciones políticas extremas, las cuales invariablemente fracasan, a menudo de forma espectacular, al absurdo. Bureaucrash creó un grupo falso llamado "Progresistas contra el progreso", cuyo símbolo era un hombre de las cavernas con un club" 
Bureaucrash se apellidó un grupo "donde el punk el rock conoce al patrón oro" en el Wall Street Journal.
El trabajo de la red ha sido favorablemente exhibido por el prominente blog libertario británico Samizdata.

## Financiación
Bureaucrash era una ONG de tipo 501(c)(3). Fue establecido en 2001 con fondos de la ahora difunta Fundación Henry Hazlitt. A partir de marzo de 2006, el grupo ha sido patrocinado por el Competitive Enterprise Institute.